# ロン・フラー
ロン・ロヴィウス・フラー（Lon Lovius Fuller、1902年6月15日 - 1978年4月8日）は、アメリカの法学者。専門は法哲学。

## 人物
1902年、テキサスに生まれる。スタンフォード大学で法学を学び、デューク大学、オレゴン大学、イリノイ大学などで教えた後、ロスコー・パウンドの後任としてハーバード大学一般法学教授(Carter Professor of General Jurisprudence)に就任した。アメリカ政治・法哲学会会長を務めるなど、アメリカ法哲学会の重鎮。哲学者のハーバート・ハートとの間で交わされた「ハート・フラー論争」が有名。1978年死去。

## 思想
自らの基本的な立場は「自覚的な合理主義」であると述懐している。すなわち、合理主義と非合理主義の双方の要求を認めつつ、そこに平衡を保っていこうとするものであるが、これは単なる折衷主義には留まらない。なぜなら、この両者は対立的であるばかりか相互補足的でもあるからである。人間というもの自体、理性的な本性という側面とまだ合理化されていない側面が相互に補足、抑制する構造を持っているのであるから、人間の本性においてこの2つの要素がいかに平衡を保っているかを考察することで、合理主義・非合理主義の対立問題を解決できると考えていた。
法学においては自然法思想に立脚することを明言したが、18世紀の自然法理論や、トマス・アクィナスの神学的・形而上学的自然法論を支持するものではなく、ダーウィン・スペンサー流の進化論哲学に結びついた自然法論にも与しないことを強調していた。彼の自然法論の目標は「人々の共同生活を可能にする社会秩序の原理の発見」であり、その原理の正・不正の基準は「協働的な明確化(Cooperative Articulation)」(=人々の共同の努力)によって発見されるべきであると主張した。この主張は、権力が「社会組織を無制限に自由自在に処理できる(infinite pliability of social arrangemet)」との考えの否定を意味する。彼の自然法は天上的な「高次の(higher)」法ではなく、地上的な「低次の(Lower)」法であり、ダントレーヴにならって「技術的(technological)」と称することができる。
また、自然法における事実と価値の融合を提唱した。すなわち、目標追求的な人間活動の分野においては、「活動についての記述は、そこで追求される目標との関係においてその意味が理解される」という点で、事実と価値が融合し、全体的(integral)な現実の二つの側面を形作っている。これに対して法実証主義は、目標追求的でありその意味で価値的(evaluetive)である活動について、その価値的な面と事実的な面を峻別し、まず事実的・没価値的な面を客観的に記述すべきとするもので、問題を回避するものである。自然法の立場は、事実と価値を峻別せず、共同の努力を通じて明確化しようとするものである。
彼の自然法論の特色は手続的自然法(procedual natural law)と実体的(substantive)自然法の区別である。前者は「法の内在道徳」ないし「法律性(legality)」であり、後者は人間相互のコミュニケーションの維持と発展を中心的な原理とするルールである。

## ハート=フラー論争
1958年、ナチス支配と法実証主義の関係性を指摘したラートブルフの見解をめぐり、1958年のハーバード・ロー・レビュー誌上で論争が始まった。論争の口火を切ったのは、ハートの論文「実証主義および法と道徳の分離」であった。その内容は概ね次のとおりであり、法と道徳を明確に分離するものであった。
- 法実証主義の根本テーゼたる「在る法」と「在るべき法」の峻別(=「法」と「道徳」の峻別)は、第二次世界大戦後の自然法論の復活により劣勢に立たされている。ラートブルフは自然法論に転向し、法実証主義(=「法律は法律だ」とする)がナチス支配を招いたと論じた。しかし、ナチスの邪悪な法を批判するならば、「不正な法は法ではない」という論じ方よりも、「法ではあるが、道徳的にあまりに不正なものであり、それゆえ服従することも適用することも不可能である」という論じ方をすべきある。なぜならそのほうが、道徳的立場からの実定法批判の余地を残す点でより誠実であるし、何より法と道徳を混同することは法の神秘化をもたらし、それこそ危険だからである。たしかに、法制度の多くは「自然法の最小限の内容(=minimum content of natural law)」を含んでいるが、これによってナチスが行ったような邪悪な行為を阻止するのは不可能である。

これに対し、フラーは同年の論文「実証主義および法の内在道徳――ハート教授への返答」および1964年出版の『法と道徳(The Morality of Law)』において、「法の内在道徳(internal morality of law)」の観念を武器にハートを批判した。その概略は次のとおりであった。
- 法と道徳の関係を把握するにあたっては、実定法を導く外在道徳としての自然法の面だけでなく、法と呼ばれるものが必ず含んでいなければならない道徳的要素、すなわち「法の内在道徳」の面も考えるべきである。具体的には、(i)一般性(=誰に対しても適用されること)、(ii)公布(=公布によって広く人々に知らされること)、(iii)将来効(=公布後にのみ発効し、遡及しないこと)、(iv)明瞭性(=誰にでも理解できる明瞭な表現で書かれていること)、(v)論理的首尾一貫性(=相互的で論理的に矛盾がないこと)、(vi)遵守可能性(=遵守不可能なことを要求していないこと)、(vii)恒常性(=むやみに変更されないこと)、(viii)公権力の行動と合致していること、の八原理である。これらは法の根本的要請であり、伝統的な実体的自然法ではないが、一種の手続的自然法として、立法者・裁判官の理想を示すだけでなく、法システムの存立と作動に不可欠な条件をも示しており、これらの八原理のどれか一つでも全面的に損なわれると、もはや「法」のシステムではなく、市民の遵守義務もなくなる[5]。
- ハートは「ナチスの法も法であることに変わりはない」と主張するが、ナチス法は遡及法令や秘密法令を頻繁に活用し、都合が悪ければ自ら制定した法さえ無視した点で、以上のような要請を決定的に欠いており、「法」システムが存在しなかった。ドイツ法実証主義は「法の内在道徳」を一切省みなかったため、その当然の帰結としてナチス支配体制に至ったのであり、その意味でラートブルフの見解は妥当であり、少なくとも法と道徳の緊張関係についてよく理解していた。

フラーはこの反論で、「法の内在道徳」が完全に無視されていた状況では法システム自体が存在せず、個々の法律の遵法義務もなかったとして処理することができる、という見解を示したのであった。そして、ハード・ケース(=法解釈が分かれていたり、判例変更が求められる「難しい事件」)における法の解釈問題において、法解釈とは法の支配を目指す「目的志向的」過程であり、「法の内在道徳」の八原理において中枢的位置を占めている点を強調した上で、ハートの理論は全く役に立たないと批判した。
この論争は、「不正な法は法ではない」という論じ方と「法ではあるが、道徳的にあまりに不正なものであり、それゆえ服従することも適用することも不可能である」という論じ方のいずれが抵抗の論理として有効か、という観点からではなく、いずれの立場が法という現実を適切かつ全体的に捉えているか、という観点から評価すべきである。このように見ると、ハートの議論は論理的明晰さを追求するあまり論点が単純化される傾向があり、対してフラーは常に現実の法律問題を解決する原理を求める、という法律家の態度をもって問題の分析を進めていると言える。また、他方から見れば、フラーは法制度に備わる道徳こそ法の基礎であると主張するのに対し、ハートは、法制度がたまたま含む道徳を強調することが「法の自立性」を損なうと主張しているのであり、「法の存在意義」を問う論争であったとも言えよう。
論争自体は最後まで平行線をたどったまま決着しなかったが、その後の「法と道徳」の関係をめぐる理論に決定的な影響を与えた点で、法思想史的に重要な位置を占めることとなった。

## 経歴
- 1902年 - テキサスで生まれる
- 1939年 - ハーバード大学に招聘
- 1948年 - 同一般法学教授就任
- 1978年 - 死去

## 主な著作
- "Law in Quest of Itself" 1940
- "Basic Contract Law" 1947 (second edition, 1964)
- "Problems of Jurisprudence" 1949
- "The Morality of Law" 1964 (second edition, 1969)
  - 『法と道徳』稲垣良典訳、有斐閣，1968年
- "Legal Fictions" 1967
- "Anatomy of Law" 1968
- "The legal order" 
  - 『法と人間生活』藤倉皓一郎訳、ブリタニカ，1968年